# NK Marsonia Slavonski Brod
Maillots
Le Nogometni klub Marsonia Slavonski Brod est un club croate de football fondé en 1909, basé à Slavonski Brod. 
La meilleure performance du club en Championnat de Croatie de football est une cinquième place obtenue lors du Championnat de Croatie de football 1994-1995. 

## Anciens joueurs
- Ivica Olić
- Mario Mandžukić